# Arp Museum Bahnhof Rolandseck

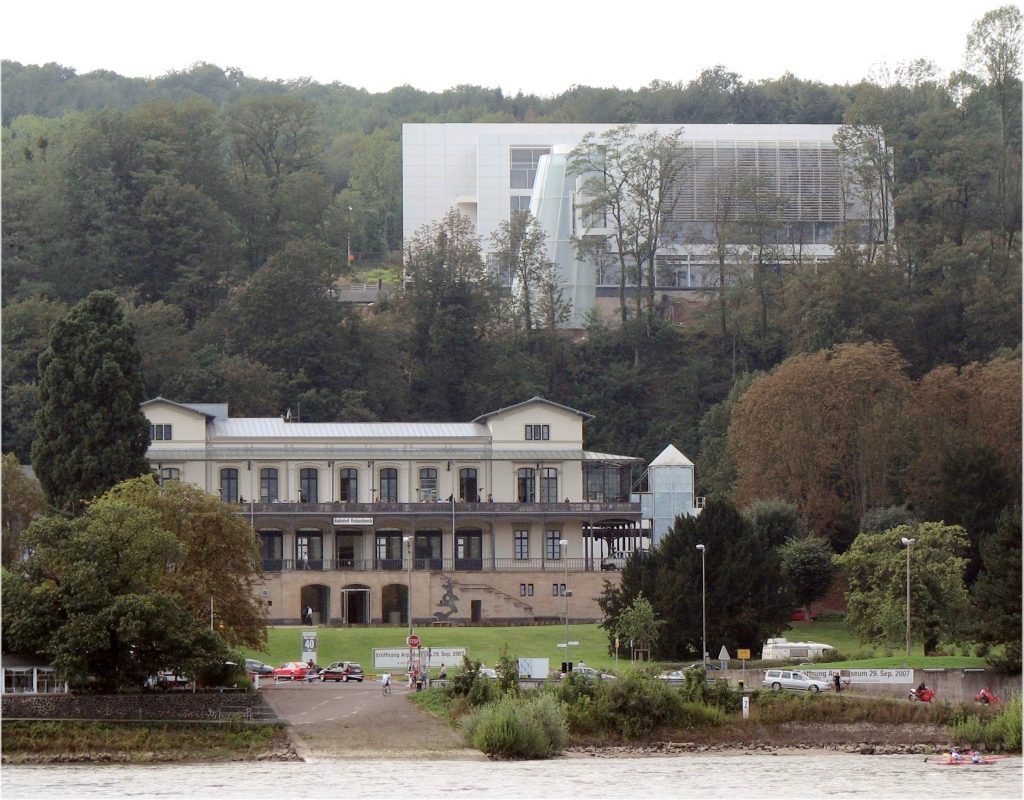
Arp Museum

Arp Museum Bahnhof Rolandseck is een museum gewijd aan het werk van Jean/Hans Arp in Remagen, Duitsland.
Op 29 september 2007 werd de nieuwbouw, ontworpen door de Amerikaanse architect Richard Meier, van het Arp Museum Bahnhof Rolandseck in Remagen, Rijnland-Palts in Duitsland geopend. Het nieuwe gebouw is door middel van een horizontale tunnel en een verticale koker verbonden met het reeds sinds 1964 in gebruik zijnde oude museumgebouw.
In het museum worden onder andere werken geëxposeerd die beschikbaar worden gesteld door de Stichting Hans Arp en Sophie Taeuber-Arp.

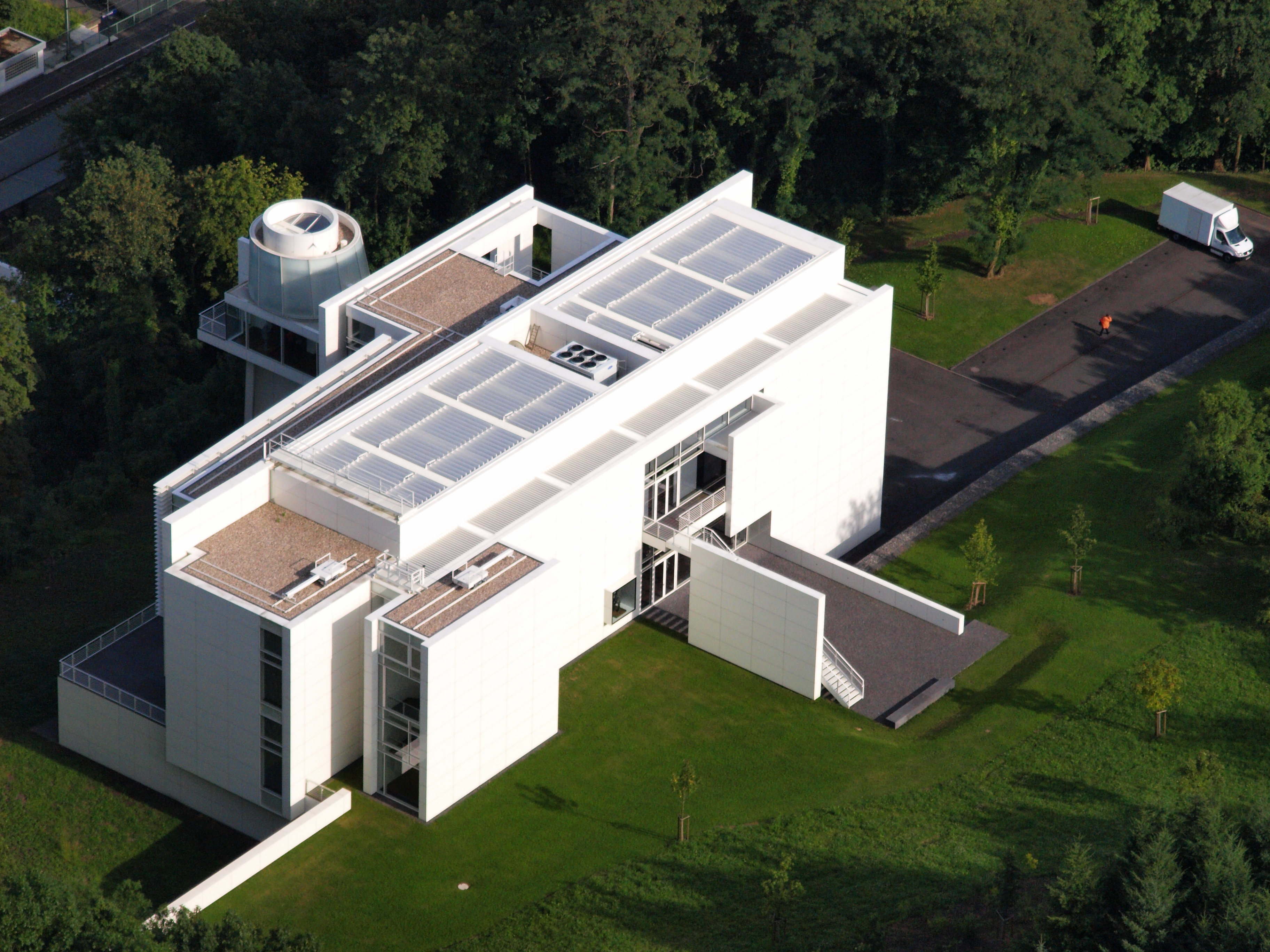
Arp Museum, Luchtfoto